# Ціданта I
Ціданта I (д/н— бл. 1550 до н. е.) — великий цар (руба'ум рабі'ум) Давньохеттського царства близько 1560—1550 роках до н. е.

## Життєпис
Походження Ціданти достеменно не встановлено. Був чоловіком доньки Мурсілі I або Хантілі I. Останнє видається більш імовірним з огляду на те, що в знайдених текстах єзгадка про Аммуну як сина Ціданти, а в інших — Аммуну як онука Хантілі I.
Близько 1596 року брав участь у змові проти великого царя Мурсілі I. якого було вбито. Новим володарем хеттської держави став Хантілі I. Протягом правління цього царя про діяльність Ціданти фактично відсутні якісь точні дані.
У 1560 році до н. е. Ціданта влаштував змову проти хворого Хантілі I або дочекався йогос мерті. В результатібуло вбито спадкоємця трон Пішені та наближених до нього сановників. Новим великим царем став Ціданта I.
за його правління відбувається посилення знатті. Тривають війни на півночі з племенним союзом касків. У зовнішній політиці Ціданта I відмовився від агресивних планів в Сирії, перейшовши до оборони та співробітництва з містами-державами північної Сиріїй Месопотамії. Близько 1550 року до н. е. Ціданту I було повалено власним сином Аммуною, який став новим володарем хеттів.